# ブリアナ・バンクス
ブリアナ・バンクス（Briana Banks、本名：Briana Bany、1978年5月21日 - ）はドイツ・バイエルン州ミュンヘン生まれのポルノ女優である。
2001年から2009年までVivid Entertainment専属女優。2010年に一度引退したが、2016年に女優復帰。

## 経歴
- ドイツのミュンヘンで生まれ、英国で過ごす。そして7歳の時にアメリカに移り住み、16歳の時には実妹を連れて家を出た。18歳の時に市民権と実妹の養育権を得ている。
- 彼女はアダルト業界に入る前に妹の養育のため様々な仕事をしている（工芸美術店の店員や文書整理事務員など）。そして21歳の時に保険外交員をやめて、新聞の広告を見てヌードモデルになる。
- 1999年にいくつかのアダルト雑誌に出ている。彼女が初めて出演したポルノビデオは「University Coeds 18」でブランドン・アイロンと共演している。
- 2000年にマックス・ハードコアの「Pure Max 1」でアナルプレイ、ゴックン、放尿などを経験する。マックス・ハードコアの作品は、契約上「No」と言えないことを良いことに右も左も分からない新人女優に対しやりたい放題のプレイを行うことで悪名高かった。ブリアナは作品中で本気で泣いており、涙を流しながらも健気に要求通りのプレイを全てこなした。
- 当初はミラージュという名だったが、2000年に同僚のリタ・チェイスのアドバイスでブリアナ・バンクスという名を使い始める。ブリアナ・バンクスとしての初出演は「Decadent Divas 9」である。改名から約1年間で50本近くの作品に出演、ジャンルもストーリー物からハードコア、変態的な物にまで及び、名を売るために自らを犠牲することを厭わなかった。
- 2000年頃はデーブ・ハードマンやジョエル・ローレンス、2001年頃にはエヴァン・ストーン、マーク・デービス、そして後に結婚するボビー・ビターレ（後述）などの男優との共演が多かった。また、プールサイド、砂漠、川、クルーザー上、砂浜、馬小屋、ビルの屋上など野外でのセックスシーンが目立った。
- 2001年から、アメリカポルノ業界きっての有名ポルノスタジオであるVivid社と年間出演9本で契約、ジェナ・ジェイムソンらVividガールの仲間入りとなる。
- 2001年6月、男性誌「ペントハウス」のPet of the Monthに選ばれ、業界で最も脚が長いと紹介される（股下91cm）。
- 2002年、自身のアクションフィギュアを作ることになり、ロサンゼルスにあるCyber F/X社でレーザースキャニング装置を使い、体型を読み取った。読み取った体型データを元にSota Toysでアクションフィギュアが製作された。彼女の背中の下側にはリボン、肘にはクモの巣のタトゥーがある。
- 2004年に発売された書籍「How To Have a XXX Sex Life:The Ultimate Vivid Guide」では、他のVivid専属女優と共にセックスについての助言をしている。また、彼女達自身の性生活についても話されている。
- 2003年、ポルノ男優ボビー・ビターレと結婚。しかし、最近自身のホームページで一緒にはいないと述べている。また、後のインタビューでは「（ポルノ男優という）同業者との結婚は失敗だった」と語っている。
- ボビーとは2000年中頃から複数のポルノビデオで共演を重ね、Suze RandallやEarl Millerなどのアダルトグラビアでも共演が非常に多かった。ビデオ作品においては彼と非常に情熱的で濃厚なプレイを演じており、また首締め・頬の平手打ち・二穴同時挿入・イラマチオ・高速アナルピストンなど彼から責められまくるハードプレイも数多くこなしていた。
- ポルノ出演数が増えてきた2002年頃から、ブリアナはドラッグ依存に陥り、もともと細身ではあったが健康的でセクシーだった身体が、2003年頃には非常に痩せ細り、目つきや顔つきもドラッグ依存者特有のやつれた姿が作品においても確認された。
- 2005年以降、ドラッグ依存症からの脱却、食事改善、専属トレーナーを付けてのトレーニングなどにより体型が変化し、加齢も影響し2000年頃に見られた瑞々しくセクシーなプロポーションではなくなった。
- 2009年、AVN殿堂入り後、引退。2012年頃までは更新されていた公式HPやTwitterアカウントも消去された。
- Twitter上では、2000年初頭の全盛期には及ばないもののプライベートや撮影でのグラマラスなボディの写真を載せていた。また、交際中であると思われる男性とのツーショット写真もしばしば見られた。
- 2015年末、2016年2月にSociety 15というエージェンシーで女優復帰することを新たなTwitterアカウントで発表した。同時にInstagramも開始。

## 事件
2012年12月6日、ブリアナはロサンゼルスで飲酒運転により逮捕された。彼女はマクドナルドのドライブスルーで前の車に接触事故を起こした。駆けつけた警察官は彼女の様子が明らかにおかしいことに気付き、検査を行ったところアルコールが検出されたため、現行犯逮捕となった。彼女は警察で記録されたあと、まもなく釈放された。

## 告訴
2006年10月13日、ペンシルベニア州ピッツバーグのWTAE-TV Newsが、バンクスが大人のおもちゃ製造業者に対する連邦訴訟を起こし、同社が彼女の性器の型を製作する合意に違反したと主張していると報じた。彼女の告訴によると、Doc Johnson Enterprises社はそれらの複製から未許可の製品を10製品製作したが、合意では同社が製作することになっていたのは2製品だけであるという。バンクスは、損害賠償として75,000ドル以上を求めている。
Doc Johnson Enterprises社の弁護士は、この訴訟は、ニュースで名前を売るための彼女の絶望的な試みであると述べている。また、同報道では彼女を「地元のポルノ・スター」と紹介しており、彼女が現在ペンシルベニア州アレガニー郡のどこかに住んでいることを窺わせる。

## 特徴
- 2回の豊胸手術の後、バストサイズが34DD（日本サイズ：75F）となる。
- 舌にピアスをしている。
- 好きな色はブルー。作品中で着用する水着は青系が多かった。
- ポルノ女優のなかでも群を抜く、スーパーモデルのようなプロポーション（脚が非常に長く、腰の位置が高い）である。ポルノ女優特有の底高のヒールを履くシーンも多いが、ヒールのない靴や或いは裸足で佇んでいてもスタイルの良さが際立つ。
- 一方で、ウエストのくびれがないことに悩んでおり、脂肪吸引（あるいは肋骨を一部除去したという説もある）を行った。
- 上述のアクションフィギュアのようなスタイルの良さに加えて、金髪・碧眼・巨乳という絵に描いたようなブロンド美女であり、シャープで整ったその美貌も相まって、豊胸手術及び改名後の2000～2001年にかけて米ポルノ業界でも人気が爆発的に上昇し、日本の洋ポルノ愛好家の中でも当時抜群の人気を誇った。
- 人気が鰻上りであった2001年当時は、業界で最も稼ぐ女優として知られ、ギャラは一日で1000ドル、アナルSEXが加わるとさらにUPという売れっ子女優であった。
- 喉の奥までくわえ込むディープスロート、叩きつけるような激しいピストン、アナルファックなどハードなプレイを何でもこなすが、黒人男優との共演はない。
- 羽交い締めにされて身動きできない状態でファックされたり、首を絞められながらのSEXや頬を平手打ちされたりするのが好みであり、恋人であったボビーとはよく行っていた。
- 口臭や体臭のきつい男とのセックスは嫌い。
- セックスシーンでは、初期の作品ではどちらかというとキュートで切なげな声であり、激しいピストンには甲高い喘ぎ声を出すことが多かったが、ポルノ女優によくある撮影でのディープスロートの過多により喉を酷使したため声帯に影響を及ぼし、後年は年齢の割に低く老いた声になってしまった。
- アメリカのポルノ業界では珍しく、彼女の出演シーンのみを集めたベスト盤が初期に2作品出されている。

　・『THE BEST OF BRIANNA BANKS』(Coast to Coast社)
　・『THE BEST OF BRIANNA BANKS #2』(Legend社)
　・『Brianna Banks AKA Filthy Whore #1～#3』(Legend社)

## 受賞
- ペントハウスペット (2001年6月号)
- Hot D'Or Cannes 2001 - Best American New Starlet
- AVN's "Best Renting Title of the Year" 2003
- AVN's "Best Selling Title of the Year" 2003
- AVN殿堂顕彰 (2009年)[1]